# Deutsche Fechtmeisterschaften 1896
Die Deutschen Fechtmeisterschaften 1896 wurden in Berlin ausgetragen. Sie stellten den ersten Versuch einer nationalen Meisterschaft im Sportfechten dar. Gefochten wurden nur Einzelmeisterschaften in den Waffengattungen Säbel und Florett.

## Hintergrund
In der zweiten Hälfte des 19. Jahrhunderts gründeten sich die ersten Fechtvereine im deutschsprachigen Raum. Die ersten Vereine waren der Fechtklub Hannover von 1862 sowie der 1863 gegründete Fechtklub Offenbach. Bis 1898 entstanden insgesamt 27 Fechtvereine mit rund 1300 Mitgliedern. Obwohl mit dem Gauverband mittelrheinischer Fechtklubs am 2. Mai 1880 ein erster Dachverband entstand, der auch regionale Wettkämpfe austrug, wurde eine nationale Organisation erst 1897 mit dem Deutschen Fechterbund gegründet, der bald in Deutscher und Österreichischer Fechterbund (DÖFB) umbenannt wurde und einen Vorläufer des heutigen Deutschen Fechter-Bundes darstellt.
Schon ein Jahr vor der Gründung des DÖFB wurde am 23. September 1896 in Berlin erstmals versucht, eine gesamtdeutsche Meisterschaft auszutragen. Es nahmen allerdings hauptsächlich Fechter aus dem Rheinland und Berlin teil. Der Wettbewerb fand im Rahmen der Berliner Gewerbeausstellung statt.

## Ergebnisse
Gefochten wurde mit Florett (fünft Teilnehmer), leichtem Säbel (vier Teilnehmer; entspricht dem modernen Säbel des Sportfechtens), deutschem (schwerem) Säbel (acht Teilnehmer) und Schläger (11 Teilnehmer). Mannschaftswettbewerbe wurden nicht ausgetragen. Im Florett gewann Edward Breck den Titel, mit dem leichten Säbel setzte sich Kurt Pridöhl, der später bei den Olympischen Sommerspielen 1908 zum Aufgebot gehörte, aber ohne Einsatz blieb, durch. Mit dem deutschen Säbel gewann der Jurastudent Steinert, mit dem Schläger der Medizinstudent Boldt.

### Florett
| Platz | Sportler     | Verein      |
| ----- | ------------ | ----------- |
| 1     | Edward Breck | Berliner FC |
| 2     | G. Davidsohn |             |
| 3     | Lingenberg   |             |

### Leichter Säbel
| Platz | Sportler     | Verein      |
| ----- | ------------ | ----------- |
| 1     | Kurt Pridöhl | Berliner FC |
| 2     | Herman       |             |
| 3     | G. Davidsohn |             |

### Deutscher Säbel
| Platz | Sportler | Verein           |
| ----- | -------- | ---------------- |
| 1     | Steinert | ATV zu Berlin    |
| 2     | Witte    | Askan. TV Berlin |
| 3     | Lübke    |                  |

### Schläger
| Platz | Sportler | Verein |
| ----- | -------- | ------ |
| 1     | Boldt    |        |
| 2     | Schwenke |        |
| 3     | Berger   |        |